# Humedal Bahía Curaco de Vélez
El Humedal Bahía Curaco de Vélez es un humedal costero ubicado en la comuna chilena de Curaco de Vélez, en la isla Quinchao del archipiélago de Chiloé. El humedal integra ecosistemas de planicie intermareal y marisma, en los que se refugia y alimenta una biodiversidad de aves residentes y migratorias, como el cisne de cuello negro y el zarapito de pico recto.
Con una superficie aproximada de 59.7 hectáreas, en 2021 fue declarado Santuario de la Naturaleza por el Consejo de Monumentos Nacionales de Chile. Además cuenta con el reconocimiento internacional de Áreas importantes para la conservación de las aves y del Sitio de Importancia Hemisférica de la Red hemisférica de reservas para aves playeras.